# Грачевская, Анна Евгеньевна
А́нна Евге́ньевна Граче́вская (урождённая Панасе́нко; род. 6 сентября 1986, Харьков, УССР) — телеведущая, актриса, певица, режиссёр, писательница.

## Биография
В 2008 году окончила кафедру режиссуры и продюсерского мастерства СПбГИК по специальности «режиссёр шоу-программ».
В интервью неоднократно сообщала, что после окончания вуза совместно с одногруппницей поставила спектакль в петербургском клоун-мим-театре «Мимигранты». Однако директор театра информацию не подтвердил.
Являлась помощником режиссёра х/ф «Крыша». Работала ассистентом режиссёра по актёрам киножурнала «Ералаш».
В мае 2010 года вышла замуж за Бориса Грачевского (разница в возрасте — 37 лет). В феврале 2014 года стало известно о начале бракоразводного процесса, в мае 2014 года супруги официально развелись. Анна оставила фамилию мужа.
В 2017 проходила обучение в РУДН на кафедре Аюрведы.

### Карьера на телевидении
C 2012 по 2015 год — ведущая на телеканале «ЮМОР ТВ». Программы: «Осторожно, Анна Грачевская», «Юмористический гороскоп», «Планета Юмор», «Welcome Show».
С 2015 года по н. в. — ведущая на телеканале «Russian Musicbox». Программы: «ВКонтакте live», «NewsBox».

### Актёрская карьера
Дебютировала в качестве актрисы в киножурнале «Ералаш» (2008—2012). Сюжеты: «Рыцарский турнир» ,«Обжора», "Крик".
В 2012 году снялась вместе с Борисом Грачевским в х/ф «Мексиканский вояж Степаныча» в роли Грачиты.
В 2015 году участвовала в мюзикле «Танцы и Звёзды» Елены Самодановой.

## Награды и премии
- Телевизионная премия «Золотой луч» (2017) в номинации «Лучший ведущий»[6].

## Личная жизнь
- Первый муж — Борис Грачевский.
  - дочь — Василиса (род. 19 сентября 2012).
- Второй муж — Артём Кузякин.